# Geografia del Sudan

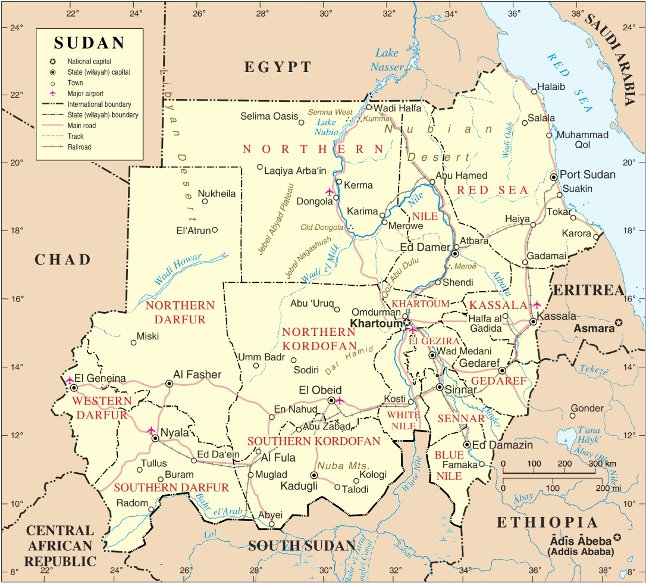
Mappa del Sudan

Localizzazione del Sudan

## Dati generali
Prima del 2011 era il paese africano più esteso con una superficie complessiva pari a 2.503.833 km² (di cui 129.810 km² sono costituiti da acque interne), dopo la sua superficie venne ridotta a 1886068 km², data la creazione dello stato del Sud Sudan, divenendo il terzo stato per superficie del continente africano (il primo è l'Algeria, seguita dalla Repubblica Democratica del Congo).
Gli stati confinanti del Sudan (in senso orario) sono: Egitto, Eritrea, Etiopia, Sud Sudan, Repubblica Centrafricana, Ciad e Libia.
Il paese ha uno sviluppo costiero pari a 853 km, ma se si considerano i 260 km del Triangolo di Hala'ib, allora aumenta a 1113 km.
Il paese si divide facilmente in diversi territori, principalmente in orientale e occidentale (il confine è il Nilo), che si dividono a loro volta nelle aree del deserto nubiano ad est e deserto libico-sahariano ad ovest, valle del Nilo a nord al confine con l'Egitto, la savana e la zona della capitale al centro, la zona costiera a nord-est e infine la savana e le foreste tra il sud-ovest e il sud-est. Si può dividere anche in diciotto regioni storiche o stati.
All'interno del suo territorio, vengono inclusi i territori del Triangolo di Hala'ib e il distretto Abyei, ma l'Egitto per il primo e il Sud Sudan per il secondo ne rivendicano la sovranità. Solo il territorio del Bir Tawil non viene incluso nel territorio sudanese (sia il Sudan che l'Egitto non se lo vogliono tenere).

## Morfologia

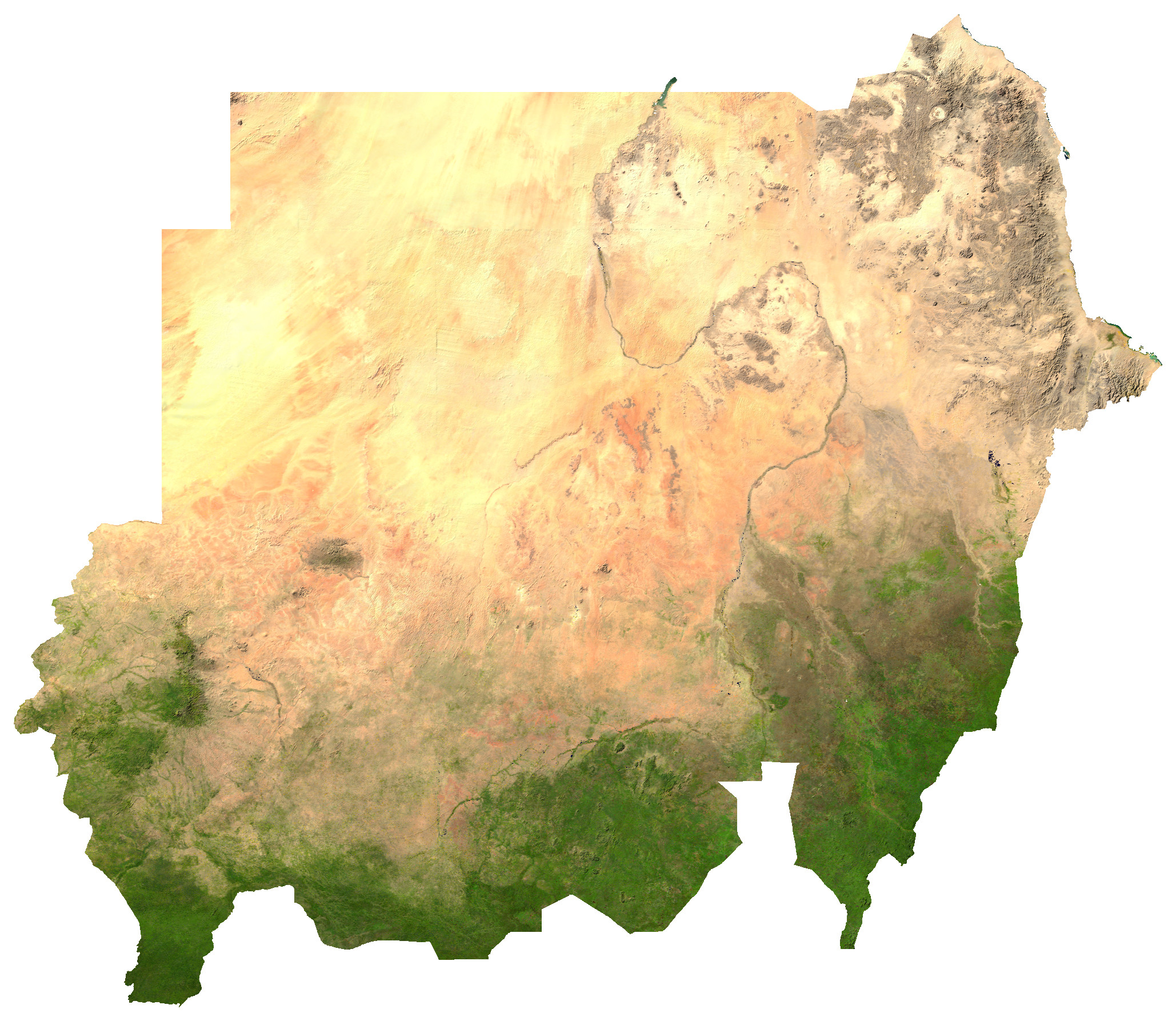
Il Sudan visto da satellite

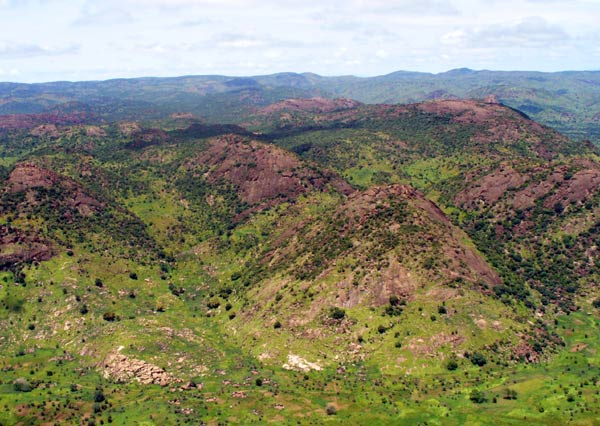
Le montagne Nuba

Nella parte settentrionale del paese, in prossimità del confine con l'Egitto, sono individuabili due diverse aree, la valle del Nilo ed un'area desertica. A est del Nilo si trova il deserto della Nubia mentre a ovest del fiume si estende il deserto della Libia (parte del deserto del Sahara). Le due aree desertiche sono simili, sassose con numerose dune di sabbia. Le precipitazioni sono praticamente nulle, nel deserto della Nubia non vi sono oasi mentre più a occidente vi sono alcune pozze d'acqua, come ad esempio quella di Bir an Natrun, in grado di rifornire le popolazioni nomadi ma non sufficientemente estese per permettere insediamenti stabili.
L'area desertica è attraversata dalla striscia alluvionale della valle del Nilo, larga circa 2 km e con produttività agricola dipendente dall'ampiezza della piena annuale del fiume.
Nella parte occidentale del paese si trovano le due regioni del Darfur e del Kordofan che in totale occupano un'area pari a 850.000 km² caratterizzata dall'assenza di fiumi permanenti, la popolazione è distribuita in modo irregolare gli insediamenti sono infatti situati in prossimità delle sorgenti. La parte occidentale del Darfur è sostanzialmente una pianura con poche colline dominata dal massiccio vulcanico di Jabal Marrah (3042 m s.l.m.). Le parti orientali e settentrionali del Darfur sono invece semidesertiche, i pochi corsi d'acqua sono stagionali e le sorgenti si prosciugano durante la stagione invernale.
A nord-ovest del Darfur si protende verso il Ciad la regione chiamata jizzu, dove le rare piogge invernali di origine marina forniscono spesso ottime possibilità di pascolo sino al mese di gennaio e persino di febbraio. La parte meridionale del Sudan occidentale è nota con il nome di qoz, è un'area ricca di dune sabbiose che nella stagione delle piogge è ricoperta da un rigoglioso strato erboso e con fonti d'acqua più abbondanti rispetto alle zone settentrionali.
Una caratteristica unica del Sudan occidentale sono le montagne di Nuba situate nella parte sud-orientale del Kordofan.
Una terza area geografica del Sudan è costituita dalle pianure centrali che si estendono dalle montagne Nuba alla frontiera con l'Etiopia e da Khartoum a settentrione sino al Sudan meridionale, le pianure sono interrotte solo dalle colline di Ingessana. Tra i corsi dei fiumi Dindar e Rahad, si trova una formazione collinare discendente dagli altopiani dell'Etiopia che interrompe la monotonia delle pianure centrali. In quest'area pianeggiante si concentra gran parte dell'attività economica del paese, la disponibilità d'acqua ha infatti favorito gli insediamenti stabili, qui si trova tra l'altro l'area detta jazirah, compresa fra il Nilo Bianco e il Nilo Azzurro nella quale è stato sviluppato il Jazirah Scheme, un progetto di sviluppo della coltivazione del cotone per l'esportazione.
L'area situata a nord est delle pianure centrali è divisa in una zona desertica e una semidesertica, qui si trovano:
- Al Butanah, un'area semipianeggiante situata fra Khartoum e Kassala che offre buone possibilità di pascolo per il bestiame;
- più a est si trova una caratteristica formazione geologica nota come delta del Qash, in origine era una depressione riempitasi in seguito dai sedimenti trasportati dalle inondazioni del fiume Qash, facendo sì che il delta si ergesse al di sopra delle pianure circostanti. L'area, che si trova circa 100 km a nord di Kassala, è attraversata dal fiume Qash ed è ricca di abbondanti pascoli e aree coltivabili (grano e cotone);
- a nord del delta del Qash si trovano le colline del Mar Rosso. Aride, spoglie e con temperature leggermente inferiori rispetto all'area circostante, si estendono verso l'Egitto;
- ai piedi delle colline si trovano le pianure costiere con un'estensione variabile tra i 50/60 km a meridione (nei pressi di Tawkar) a circa 20 km nei pressi della frontiera con l'Egitto. Le pianure sono aride, incolte e costituite da rocce, prospicienti vi sono numerose barriere coralline.

Le pianure a meridione possono essere considerate un'estensione di quelle settentrionali, l'intera area pianeggiante si estende dal nord del paese fino alla frontiera con l'Uganda e a ovest dal confine con la Repubblica Centrafricana fino agli altopiani dell'Etiopia. La grande pianura nilotica è divisa dal Nilo Bianco che alimenta diversi laghi come il Fajarial, No e il Shambe.
Il Sudd,(che si trova nel Sudan del Sud) che con i suoi 30.000 km² è la più grande area paludosa al mondo, è formato da un enorme numero di laghi e lagune, ospita inoltre moltissime piante acquatiche. Fino alla metà del XIX secolo, quando fu scoperto un passaggio navigabile, rappresentava un ostacolo sulle vie di comunicazione del paese. Nel Sudd evapora oltre la metà dell'acqua del Nilo Bianco proveniente dai laghi equatoriali formando delle pianure alluvionali chiamate toic, che al ritiro delle acque, offrono ottimi pascoli.
A meridione e a occidente delle pianure centrali si erge un plateau, chiamato Jabal Hadid, che si eleva dalle rive occidentali del Nilo inerpicandosi lentamente verso lo spartiacque tra Congo e Nilo. L'area è ben irrigata e ricca di aree coltivate, lungo i fiumi che scendono dallo spartiacque vi sono foreste a galleria e le prime tracce delle foreste equatoriali che si estende nella Repubblica Democratica del Congo.
A est del Jabal Hadid e del Nilo Bianco si elevano le catene montuose che formano il confine tra Sudan e Uganda, i monti Imatong, Didinga e Dongotona che arrivano fino a 3000 m s.l.m.

## Isole
Isole principali: Mukawwar.

## Idrografia
Fatta eccezione per una piccola area nel nord-est del paese, nella quale le acque provenienti dagli uadi defluiscono direttamente nel Mar Rosso e i fiumi provenienti dall'Etiopia terminano, evaporando in pozze e stagni situati a ovest delle colline prospicienti il Mar Rosso, l'intero territorio del Sudan è compreso nel bacino del Nilo e dei suoi principali affluenti: il Nilo Azzurro (Bahr al Azraq) e il Nilo Bianco (Bahr al Abyad).

### Fiumi

#### Fiumi che sfociano nel Mar Mediterraneo
- Nilo 3850 km (tratto sudanese; totale = 6671 km)
  - Atbara
    - Mareb (o Gash) (solo durante le piene confluisce nell'Atbara)
    - Tacazzè (o Setit)
    - Angereb (o Grande Angereb)

  - Nilo azzurro
    - Rahad
    - Dinder

  - Nilo bianco
    - Adar (Sudan meridionale)
      - Yabus

    - Bahr el Ghazal
      - Bahr al-Arab
        - Adda
        - Umbelasha

#### Fiumi che sfociano nel Mar Rosso
- Barka

#### Fiumi confluenti in bacini endoreici

##### Deserto libico
- Wadi Howar (residuo del Nilo Giallo, un antico tributario del Nilo)

##### Lago Kundi
- Ibrah

### Laghi
Laghi principali: Khazzan ar Rusayris 450 km²

## Clima
Clima: Tropicale arido